# MedRxiv
MedRxiv (medRχiv in het Engels uitgesproken als Med-Archive) is een preprint-server voor de geneeskunde. De website wordt beheerd door het Cold Spring Harbor Laboratory (CSHL) in New York, een onderzoeks- en onderwijsinstelling zonder winstoogmerk.
De artikelen die op MedRxiv worden geplaatst zijn niet altijd door vakgenoten beoordeeld, maar wel gecontroleerd als wetenschappelijke publicatie en worden gecontroleerd op plagiaat. Lezers kunnen commentaar geven op gearchiveerde documenten. Zo kunnen auteurs hun bevindingen onmiddellijk beschikbaar stellen aan de wetenschappelijke gemeenschap en feedback krijgen op conceptmanuscripten, voordat ze worden ingediend bij wetenschappelijke tijdschriften. Eenmaal geplaatst op MedRxiv zijn artikelen citeerbaar en kunnen daarom niet worden verwijderd. Maar de auteurs kunnen wel een herziene versie indienen. De service is geïnspireerd door het project arXiv.org.
De artikelen behoren tot deze vakgebieden:
| - Verslavingsgeneeskunde - Allergie en immunologie - Anesthesie - Cardiovasculaire geneeskunde - Tandheelkunde en orale geneeskunde - Dermatologie - Traumatologie - Endocrinologie (inclusief diabetes mellitus en stofwisselingsziekte) - Epidemiologie - Forensische geneeskunde - Gastro-enterologie - Genetische en genomische geneeskunde - Geriatrische geneeskunde - Gezondheidseconomie - Gezondheidsinformatica - Gezondheidsbeleid - Gezondheidsstelsels en kwaliteitsverbetering - Hematologie - HIV / AIDS - Infectieziekten (behalve hiv / aids) - Intensive Care en Critical Care Medicine - Medisch onderwijs - Medische ethiek - Nefrologie - Neurologie - Verpleging - Voeding | - Verloskunde en gynaecologie - Gezondheid op het werk en het milieu - Oncologie - Oogheelkunde - Orthopedie - Otolaryngologie - Pijnmedicatie - Palliatieve geneeskunde - Pathologie - Kindergeneeskunde - Farmacologie en therapeutica - Onderzoek in de eerstelijnszorg - Psychiatrie en klinische psychologie - Volksgezondheid en mondiale gezondheid - Radiologie en beeldvorming - Revalidatiegeneeskunde en fysiotherapie - ademhalingsmedicijnen - Reumatologie - Seksuele en reproductieve gezondheid - Sportgeneeskunde - Chirurgie - Toxicologie - Transplantatie - Urologie |

Artikelen kunnen worden geciteerd met behulp van hun Digital object identifier (DOI). Deze DOI heeft als voorvoegsel 10.1101 en wordt gevolgd door de datum en dan een nummer. Eventueel kan een versienummer worden meegegeven. Dat ziet er dan bijvoorbeeld zo uit DOI: 10.1101/2020.03.14.123456 version 1 en URL https://www.MedRxiv.org/content/10.1101/2020.03.14.123456v1. Herziene versies behouden hetzelfde DOI.